# Munda (Îles Salomon)
Pour les articles homonymes, voir Munda.
Munda est une ville des Salomon, elle est située sur l'île de la Nouvelle-Géorgie.
Sa population est de 4 850 habitants en 2010, c'est la 4e ville la plus peuplée des Salomon.

## Climat
Munda possède un climat équatorial (Köppen: Af). Les temps moyennes demeure 27,5 ºC durant tous les mois, avec quelque variation saisonnière. Les précipitations annuelles sont extrêmement abondantes: 3 741 mm, avec des pluies torentielles durant toute l'année et il y a en moyenne 210 jours pluvieux.
| Mois                                            | jan. | fév. | mars | avril | mai  | juin | jui. | août | sep. | oct. | nov. | déc. | année |
| ----------------------------------------------- | ---- | ---- | ---- | ----- | ---- | ---- | ---- | ---- | ---- | ---- | ---- | ---- | ----- |
| Température minimale moyenne (°C)               | 24,4 | 24,3 | 24,2 | 24,2  | 24,2 | 24,1 | 24   | 23,9 | 24   | 24,1 | 24,2 | 24,4 | 24,2  |
| Température maximale moyenne (°C)               | 31,4 | 31,1 | 31,1 | 31,1  | 30,7 | 30,2 | 29,7 | 29,8 | 30,3 | 30,8 | 31,4 | 31,7 | 30,8  |
| Record de froid (°C)                            | 20,3 | 20,3 | 21,1 | 21,1  | 20,6 | 19,7 | 20   | 15,6 | 19,4 | 18,3 | 19,8 | 21,1 | 15,6  |
| Record de chaleur (°C)                          | 34,4 | 36,4 | 35   | 33,9  | 33,2 | 34,4 | 33,3 | 33   | 32,8 | 33,8 | 33,6 | 34,2 | 36,4  |
| Précipitations (mm)                             | 410  | 431  | 352  | 292   | 276  | 291  | 357  | 272  | 244  | 270  | 227  | 266  | 3 741 |
| dont nombre de jours avec précipitations ≥ 1 mm | 18   | 18   | 19   | 18    | 18   | 18   | 20   | 18   | 17   | 16   | 15   | 16   | 210   |

## Transport
La ville est desservie par un aéroport est une route nationale débutant de Noro jusqu'à Mbiula.